# Aongstroemia khasiana
Aongstroemia khasiana là một loài rêu trong họ Dicranaceae. Loài này được Griffiths Müll. Hal. mô tả khoa học đầu tiên năm 1900.